# Principe imperial
Principele imperial (în latină princeps regni / imperii) era un nobil din Sfântul Imperiu Roman care primise inițial feuda numai și direct de la rege, respectiv de la împărat. Exista deci o legătură imperială directă și imediată, feudală și constituțională. Ulterior când și principii imperiali ecleziastici au acordat feude imperiale individuale principilor imperiali laici, aceste feude și-au păstrat calitatea de feude imperiale directe.
Acest titlu a devenit rang imperial cu statut juridic propriu abia în Evul Mediu târziu. Titlul de prinț imperial și nemijlocirea imperială confereau persoanei privilegiate o suveranitate aproape nelimitată ce constituia o siguranță juridică în raport cu alți nobili subordonați acestuia.

Coroană heraldică a unui prinț imperial

Purtarea titlului de principe imperial a fost unul din capetele de acuzare care au dus la condamnarea lui Constantin Brâncoveanu în anul 1714 la Istanbul.

## Istoria

Manta și coroană a unui prinț imperial

Datorită lipsei surselor este neclar cum s-a ajuns exact la formarea proprietății unui prinț imperial în Evul mediu târziu. În multe cazuri proprietățile private extinse (alodiile) au stat la baza apariției conducătorilor suverani. Înainte de mijlocul secolului al XII-lea termenul prinț (în latină princeps adică „primul”) folosit într-un sens general și larg desemna conducătorii ecleziastici și laici de rang înalt, dar uneori și ministerialii (adică funcționarii nobili ai curții). Limita inferioară a termenului nu a fost clar definită. Prin „prinț” se denumea mai degrabă rolul social al persoanei și nu cel juridic.
Începând din jurul anului 1180 (prin documentul emis la Dieta din Gelnhausen) titlul de prinț, respectiv prinț imperial, a fost rezervat unui grup limitat de nobili laici și ecleziastici care aveau privilegii speciale. Pentru a aparține prinților imperiali laici, atribuirea drepturilor (denumite regalia), ca perceperea taxelor vamale și dreptul de a bate monedă, trebuia să fie făcută de însuși regele. Aceștia formau „al treilea scut” de apărare militară având dreptul de a ridica oaste fiiind astfel părtași la puterea imperială. „Primul scut” era deținut de rege, respectiv de împărat, iar al doilea de arhiepiscopi, episcopi și stareți. Exista o linie clară de separare a puterii militare între cel de-al treilea scut, aparținând prinților laici, și cel de-al patrulea scut deținut de stăpânii liberi.
Inițial primirea feudei direct de la rege, respectiv de la împărat, era o condiție obligatorie pentru prinții imperiali laici. Cu timpul unii prinți imperiali au primit feudele de la prinții ecleziastici și de aceea a fost permisă exisța dependenței feudale și față de acești prinți.
Ulterior criteriul vasalității imperiale imediate a feudelor nu a mai fost suficient pentru ca prinții și conții să dobândească statut imperial, deoarece mulți dintre conții și stăpânii liberi dețineau și ei proprietăți imperiale acordate direct. De aceea a fost stabilit un alt criteriu juridic: prințul trebuia să fie subordonat unei stăpâniri teritoriale superioare similare unui ducat cu jurisdicție superioară (asemănător unei țări cu suveranitate aproape independentă). De la începutul secolului al XIII-lea a fost necesară și o înălțare formală la demnitatea imperială, care a avut loc pentru prima dată în 1235 când împăratul Frederic al II-lea, ridicând posesiunea familiei Welfilor la rang de ducat de Braunschweig-Lüneburg, i-a acordat lui Otto I titlul de prinț imperial. Un alt exemplu este ridicarea formală a lui Henric I, landgraful de Hessa, la rangul de prinț imperial în 1292. Cu toate acestea, pentru teritoriile considerate deja principate imperiale, ca de exemplu Margrafiatul Brandenburg sau Palatinatul Rinului, nu a fost necesară și nu a avut loc efectiv o ridicare la rang imperial.
În jurul anului 1190 existau 92 de nobili ecleziastici și doar 22 de nobili laici, aparținând unui număr de 14 familii nobiliare, care erau recunoscuți drept prinți imperiali. Printre prinții laici se numărau regele Boemiei, ducii imperiali, margrafii de Brandenburg, Meißen și Namur, contele Palatin al Rinului, landgraful de Turingia și contele de Anhalt. Până la sfârșitul Evului Mediu raportul numeric dintre prinții imperiali ecleziastici și cei laici a fost modificat prin ridicarea în rang și divizarea teritorială datorată moștenirii posesiunilor.
Procesul formării și diferențierii definiției statutului de prinț imperial a continuat până în secolul al XIV-lea.

Coroană princiară

## Poziția juridică inițială
Prinții imperiali (ca și conții imperiali) se bucurau de multe privilegii și drepturi. Folosirea titlului includea dreptul adresării princiare în corespondența oficială (de exemplu forma de adresare „Alteță”, în latină illustris), drepturi și funcții ceremoniale și privilegii în procedurile judiciare. Cel mai important privilegiu era dreptul de a guverna. Prinții imperiali aveau dreptul de a participa la alegerea regelui (drept care în 1356 a fost limitat la un număr restrâns de prinți imperiali, numiți principi electori, prin Bula de Aur emisă de Carol al IV-lea), dreptul de a avea vasali conți (excluzând pe cei imperiali) și stăpâni liberi fără statut imperial, dreptul de a înființa funcții la curtea proprie, dreptul de a percepe taxe vamale, de a avea o instanță judecătorească și de a bate monedă. Spre deosebire de conții imperiali care făceau parte din Consiliul prinților imperiali (de-a lungul timpului grupați în patru colegii ce dispuneau fiecare de câte un vot), fiecărei ramuri a familiilor princiare imperiale i se acorda un vot care cântărea cât votul unui principe elector.

## Perioada modernă timpurie
Conform Registrului matricol imperial din 1521, prinții imperiali ecleziastici includeau cei patru arhiepiscopi de Magdeburg, Salzburg, Besançon și Bremen, precum și alți 46 de episcopi. Acest număr a scăzut treptat până în 1792 la 33, incluzând cei doi arhiepiscopi de Salzburg și Besançon. Arhiepiscopiile Magdeburg și Bremen, devenite protestante, ca și eparhiile din nord și nord-est, aflate după Reformă inițial sub conducerea administratorilor protestanți, au fost în mare parte secularizate și alipite posesiunilor prințiilor imperiali vecini în deceniile de după Reformă și la sfârșitul Războiului de Treizeci de Ani fiind retrase prinților imperiali ecleziastici. În plus a avut loc și retragerea unor zone din imperiu. De exemplu eparhiile Valais, Geneva și Lausanne au devenit confederații, iar Cambrai, Verdun, Metz și Toul au trecut în stăpânirea Franței. Prinții imperiali din Evul Mediu și din epoca modernă timpurie au inclus și familiile conducătoare din Italia imperială. Proprietatea imperială, în special în nordul Italiei, fusese împărțită în numeroase feude aparținând imperiului încă din Evul Mediu. Printre acestea se numărau zece feude mai mari și aproximativ 250 de feude mai mici. Arhiepiscopul de Köln era responsabil de Italia în calitate de cancelar imperial, iar titlul princiar imperial era deținut de case nobiliare precum familia D'Este (din 1452 în Ducatul de Modena și Reggio), familia Medici (din 1575 în Marele Ducat de Toscana), familia Gonzaga (din 1433 în Ducatul de Mantua), familia Ludovisi (în Principatul de Piombino) sau familia Doria (din 1760 în Torriglia). Ducatul de Savoia din Piemont a aparținut Italiei imperiale cel puțin până când a fost ridicat la rang de regat în 1720, jucând un rol deosebit în imperiu deoarece aparținea regiunii Rinului Superior și avea un loc și un vot în dieta imperială.
Spre deosebire de numărul prinților imperiali ecleziastici, care a fost redus cu două treimi până la sfârșitul imperiului, numărul prinților imperiali laici depășea dublul acestora. Registrul matricol imperial de la Worms din 1521 număra 24 de prinți imperiali laici. La sfârșitul secolului al XVIII-lea existau 61 de prinți imperiali laici care aveau dreptul de vot în Consiliul Prinților Imperiali. Motivul creșterii numărului lor a fost secularizarea teritoriilor foștilor prinți imperiali ecleziastici, prin acordarea acestor teritorii principilor laici care au dobândit astfel un vot în Consiliul imperial. În plus, creșterea numărului lor s-a datorat și acordării de către împărat a statutului princiar imperial unor familii nobiliare, câteva exemple în acest sens fiind conții de Fürstenberg, Liechtenstein, Nassau, Schwarzburg, Salm, precum și Thurn și Taxis. Un alt motiv pentru creșterea numărului prinților imperiali laici a fost împărțirea familiilor nobiliare în linii descendente. În decursul timpului au apărut cinci linii ale Palatinatului și Saxoniei, patru linii Brunswick, trei linii Baden și două linii Franconia-Brandenburg, Pomeranian, Mecklenburg, Hessa și Holstein.
Numărul prinților imperiali fusese limitat la moștenirea dinastică încă din 1582 la Dieta de la Augsburg. Titlul princiar imperial era legat de teritoriul prințului. Când o dinastie se stingea, noul stăpân al teritoriului prelua titlul imperial, iar în cazul împărțirii moștenirii, titlul era preluat împreună de toți moștenitorii.
Baza determinării dreptului de vot al prinților imperiali o constituiau registrele matricole imperiale, care conțineau numele conducătorilor fiecărei familii nobiliare. Numărul prinților cu drept de vot între secolul al XIV-lea și secolul al XVI-lea este pe alocuri viciat deoarece familii nobiliare neîndreptățite se „strecuraseră” în aceste registre matricole pentru a-și spori importanța și pentru a se sustrage de la impozitarea marilor teritorii, incluzând în acestea chiar și propriile posesiuni care aveau o subordonare imediată imperială foarte îndoielnică.
Cei mai importanți dintre prinți erau cei ecleziastici, superiori cel puțin ca putere și mărime a teritoriilor conduse, ei pretinzând începând de la sfârșitul secolului al XVII-lea egalitate politică și ceremonială cu principii electori imperiali.
Trebuie făcută distincția între prinții imperiali cu statut imperial, adică prinții imperiali direcți cu loc și vot în Consiliul prinților imperiali al Dietei imperiale, și prinții titulari imperiali adică acei prinți care, fără a obține statutul imperial, primiseră titlul de prinț de la împăratul romano- german. Titlul acestora era valabil în tot imperiul, dar nu însemna o creștere a rangului și nu implica vreun statut imperial. Prin Jüngsten Reichsabschieds din 1654 s-a stabilit că unor familii nobiliare urma să le fie acordat statutul princiar imperial, dar ridicarea acestora la rangul princiar avea loc doar „ad personam” până când primeau feuda imperială imediată directă. De exemplu Casei de Liechtenstein i-a fost acordat titlul princiar imperial încă din 1608, dar a durat o sută de ani până când a apărut oportunitatea de a primi în stăpânire Schellenberg în 1699 și apoi comitatul Vaduz în 1719 de la împăratul Carol al VI-lea, teritorii care s-au unit devenind Principatul Imperial Liechtenstein, făcând posibilă admiterea principelui de Lichtenstein în Consiliul Imperial al Dietei, unde locul îi fusese rezervat deja.